# Aritzo
Aritzo (sardinsky: Arìtzo) je italská obec (comune) v provincii Nuoro v regionu Sardinie. Nachází se ve výšce 796 metrů nad mořem a má přibližně 1 200 obyvatel. Rozloha obce je 75,58 km².

## Původ názvu
Název prý pochází od kaštanové lusky, rostliny, která se v této oblasti hojně vyskytuje. Srov. také baskické areitz, haritz pro 'dub' nebo 'kaštan', přičemž je třeba posoudit, zda se jedná o domácí výraz tohoto praindoevropského jazyka, nebo o výpůjčku. 

## Historie
Oblast byla osídlena již v neolitu, a to díky přítomnosti obřího hrobu a několika domus de janas. Později bylo punským centrem: v oblasti Gidilau byly nalezeny nálezy punských mincí a hrobka s bronzovými předměty, které jsou nyní uloženy v archeologickém muzeu v Cagliari.
Ve středověku patřil Giudicato Arborea a byl součástí kuratoria Barbagia di Meana. Po pádu Giudicata (1420) se po sardinsko-katalánské válce dostalo pod aragonskou nadvládu. Za vlády Aragonců byla začleněna do panství Barbagia di Belvì a zůstala jím až do roku 1840, kdy byla vykoupena od posledních feudálů a stala se obcí spravovanou starostou a městskou radou. 

## Památky a zajímavá místa
Při procházce po Corso Umberto I, hlavní ulici města, můžete obdivovat farní kostel San Michele Arcangelo ze 16. století, jehož nejstarší část pochází z 11. století; bývalé španělské vězení ze 17. století, známé jako Sa Bovida, kde bylo v roce 1793 díky maximálnímu zabezpečení budovy uvězněno několik francouzských důstojníků; dům Devilla, architektonický komplex, který si zachoval neporušené původní jádro, jež lze datovat do 17. století a na jehož vnitřním nádvoří byl zabit básník Bachisio Sulis; hrad Arangino, postavený v roce 1917 v novogotickém stylu kavalírem Vincenzem Aranginem. Další zajímavostí obce jsou některé staré domy postavené z břidlice a zdobené dřevěnými balkony. Zvláště zajímavé je etnografické muzeum, v němž jsou uloženy tisíce předmětů z agrosylo- pastevecké tradice.
Kromě farního kostela v Aritzu se zde nachází také kostel Sant'Antonio di Padova a kostel Santa Maria della Neve. Kdysi zde stály také kostely Sant'Antonio Abate a Santa Vitalia, z nichž se dochovalo jen několik fotografií. Z kostela Sant'Antonio Abate zůstaly v etnografickém muzeu kusy dřevěného oltáře a několik architektonických prvků je žárlivě střeženo v zahradách soukromých domů. 

## Kultura

### Události
Poslední říjnový víkend se koná slavnost "sagra delle castagne e delle nocciole" (slavnost kaštanů a lískových oříšků), která byla založena v roce 1972 a během dvou svátečních dnů ji navštíví téměř 50 000 návštěvníků. Dalšími významnými svátky jsou svatý Antonín Opat, svatý Michael, svatý Antonín Paduánský, svatý Jan, svatý Isidor, svatý Basil, Panna Maria Sněžná a svátek Carapigna.

## Ekonomika
Město s převážně turistickým zaměřením má však další silné stránky svého hospodářství v chovu ovcí a řemeslné výrobě. V minulosti se v Aritzu obchodovalo také se sněhem, který se po nasbírání do "neviere" (speciálních nádob) používal v létě v takzvaných "Niargios" k výrobě charakteristického citronového sorbetu, kterému se na Sardinii říká "Sa Carapigna".
Aritzo je v regionu známé také velkou produkcí kaštanů, kterou každoročně oslavuje slavností. 